# Rustam Valiullin
Rustam Valiullin (ryska: Руста́м Абделсама́тович Валиу́ллин, Rustam Abdelsamatovitj Valiullin; tatariska: Rөstəm Ğabdelsamat uğlı Wəliullin, Röstäm Ghabdelsamat ughli Wäliullin; vitryska: Рустам Валіулін, Rustam Valiulin) född den 24 juni 1976, är en vitrysk före detta skidskytt som tävlat i världscupen sedan 2000.
Valiullins bästa placering i en världscuptävling är från säsongen 2006/2007 då han blev femma i en distanstävling i finska Lahtis.
Valiullin har deltagit i två olympiska spel och hans bästa placering är en 24:e plats från OS 2006 i Turin. I VM-sammanhang är det bästa resultatet (t.o.m. VM 2007) en sjunde plats från VM 2003. Valiullin har emellertid två medaljer i stafett. Dels ett brons från VM 2003 och dels ett silver från mixstafetten vid VM 2008.